# マーシー郡区 (アイオワ州ブーン郡)
マーシー郡区は、アメリカ合衆国、アイオワ州、ブーン郡にある17の郡区の一つである。2000年の国勢調査で、人口は1137人だった。

## 地理
マーシー郡区は、108.9平方キロメートル（42.06平方マイル)で、組み込まれた自治体(incorporated settlements)はありません。
アメリカ地質調査所によると、この郡区はGlenwoodとHollowayとOakwoodとPleasant HillとQuincyとSparksとSwede Valley Lutheranの7つの霊園が含まれています。